# Beit HaShita
Beit HaShita (בֵּית הַשִּׁטָּה ) est un kibboutz créé en 1928. Le Kibboutz est implanté à 50 mètres en dessous du niveau de la mer. 

## Histoire
Il est fondé le 4 décembre 1928 par des membres du mouvement "Kvuzat HaHugim" du mouvement HaMahanot HaOlim.
Son nom vient de l'Ancien Testament Gédéon (Judges 7:22).
Yair Rosenblum a été résident du Kibboutz.